# الکساندرا باگاچ
الکساندرا باگاچ (اوکراینی: Олександр Багач؛ زادهٔ ۲۱ نوامبر ۱۹۶۶) ورزشکار دو و میدانی اهل اتحاد جماهیر شوروی سوسیالیستی است.
وی در مسابقات کشوری و بین‌المللی در مجموع برندهٔ ۲ مدال طلا، ۴ مدال برنز شده‌است.